# Vịnh Bothnia
Vịnh Bothnia là một vịnh biển, một nhánh của biển Baltic, nằm giữa hai quốc gia Phần Lan ở phía đông và Thụy Điển ở phía tây. Vịnh này có chiều dài 650 km và có chiều rộng từ 80–240 km. It is 725 km (400 mi) với độ sâu trung bình 60 m, độ sâu tối đa là 295 m, diện tích mặt nước là 117.000 km². Về phía nam của vinh là nhóm đảo Åland giữa biển Åland và biển Archipelago.
Nhiều sông ở Phần Lan và Thụy Điển đổ vào vịnh này và làm giảm độ mặn của nước trong vịnh. Có nước gần như ngọt, vịnh này đóng băng 5 tháng hàng năm. 

## Các con sông
- Ume hay Ångerman
- Lule
- Torne
- Kemijoki
- Oulujoki
- Kokemäenjoki

## Các thành phố
- Luleå
- Umeå
- Härnösand
- Sundsvall
- Gävle
- Pori
- Vaasa
- Oulu
- Hailuoto